# Уриона, Адольфо Армандо
Адольфо Армандо Уриона (исп. Adolfo Armando Uriona FDP; 22 мая 1955 год, Мар-дель-Плата, Аргентина) — католический прелат, третий епископ Аньятуи с 4 марта 2004 года по 4 ноября 2014 года, епископ Вилья-де-ла-Консепсьон-дель-Рио-Куарто с 4 ноября 2014 года. Член монашеской конгрегации «Сыновья Божественного Провидения».

## Биография
Родился 22 мая 1955 года в городе Мар-дель-Плата, Аргентина. 8 марта 1979 года вступил в монашескую конгрегацию орионистов. 28 июня 1980 года был рукоположён в священники.
4 марта 2004 года Римский папа Иоанн Павел II назначил его епископом Аньятуи. 8 мая 2004 года состоялось его рукоположение в епископы, которое совершил архиепископ Буэнос-Айреса кардинал Хорхе Марио Бергольо в сослужении с епископом Ломас-де-Саморы Агустином Роберто Радриццани и епископом епархии Покрова Пресвятой Богородицы Михаилом Микицеем.
4 ноября 2014 года Римский папа Франциск назначил его епископом Вилья-де-ла-Консепсьон-дель-Рио-Куарто.